# Kickstart my Heart
Kickstart My Heart es una canción de la banda estadounidense de glam metal Mötley Crüe. La canción data del año 1989, y es el track 5 del álbum Dr. Feelgood, del cual fue extraída como sencillo.

## Historia de la canción
Fue escrita por el bajista y compositor de la banda, Nikki Sixx, inspirado por un accidente que tuvo el día 23 de diciembre de 1987. En aquella ocasión, Sixx fue declarado muerto después de sufrir una sobredosis, siendo reanimado por dos inyecciones de adrenalina en el corazón administradas por el personal sanitario del hospital donde fue ingresado. 
Después de sufrir esta sobredosis, y presionados por su representante, él y sus compañeros decidieron rehabilitarse para alcanzar sobriedad.

## Videoclip
El videoclip del tema comienza con la banda en su limousine yendo a dar un concierto. Luego se ven escenas en blanco y negro de Mötley Crüe tocando la canción junto a sus dos coristas, intercaladas con escenas de choques automovilísticos.
- Datos: Q12177890